# 風媒社
有限会社風媒社（ふうばいしゃ）は、愛知県名古屋市に本拠地を置く出版社。

## 概要
1963年（昭和38年）設立。社名には「本を介して情報が風に乗って広がるように」という意味が込められている。現編集長は在日韓国人三世の劉永昇。原子力発電所や環境などの社会問題を問うものや、名古屋市を中心とする郷土に関する書籍を中心に刊行している。問出版社団体であるNR出版会、日本出版者協議会に所属する。

## 歴史
1933年（昭和8年）、創業者である稲垣喜代志は愛知県碧海郡刈谷町（現・刈谷市）に生まれた。法政大学文学部に入学後、3年次に法学部へ転部。在学中は学生運動が盛んであり活動に明け暮れた。その後学生社に入社するが、日本読書新聞に転職し、記者として当時の編集長・巌浩の元で学んだ。日本読書新聞での同僚に、作家の渡辺京二や詩人の三木卓らがいた。1963年（昭和38年）に日本読書新聞を退社し、愛知県名古屋市に転居して風媒社を設立した。
初期には『現代ソ連論』など思想系翻訳書の刊行が多かったが、1970年代以降は子育て・陶芸・洋画などの分野における刊行が増えた。社会問題を提起するような書籍を積極的に刊行し、1967年（昭和42年）には四日市ぜんそくの被害者に焦点を当てた『青空をかえせ』を刊行した。1993年（平成5年）には慰安婦問題に関する証言集『破られた沈黙』（後に『無窮花の哀しみ』に改題）を刊行した。1995年（平成7年）に刊行した『原発事故…その時、あなたは！』は、2011年（平成23年）3月11日の福島第一原子力発電所事故後に再び注目を集めた。1993年（平成5年）に『さくら道 太平洋と日本海を桜で結ぼう』を刊行すると、1994年（平成6年）には『さくら』として映画化され、その後も売れ続けるロングセラーとなった。
2011年（平成23年）には稲垣が代表を退いて会長となり、後任の社長には山口章が就任した。それまで入居していたビルの老朽化により、2017年（平成29年）4月には堀川沿いの現在地に移転した。2017年（平成29年）10月28日、創業者の稲垣が死去。
2021年（令和3年）2月、2020年（令和2年）度の名古屋市芸術奨励賞（名古屋市芸術賞）を受賞。文芸分野における出版社の受賞は初である。2022年（令和4年）には中日文化賞を受賞した。

## 特色
出版第1号は小児麻痺患者の歌人・新堂広志『はるかなる陽ざし 新堂広志歌集』であり、短歌関連の出版物も多い。2003年（平成15年）から2007年（平成19年）にかけて荻原裕幸責任編集の「短歌ヴァーサス」を刊行。斉藤斎藤、笹井宏之、永井祐など若手歌人たちの登場の場となった。
社会科学書、ノンフィクション、文学を中心に出版活動しているが、近年では尾張地方を題材にしたガイドブックの刊行も目立つ。年間に40冊から50冊を刊行し、2021年（令和3年）時点で総刊行点数は2000冊を超える。中部大学発行書籍の発売元にもなっている。

## 出版物
主要出版物
- 小関智弘『粋な旋盤工』1984年
- 中村儀朋『さくら道：太平洋と日本海を桜で結ぼう』1994年
- 朝日新聞名古屋社会部『町長襲撃：産廃とテロに揺れた町』1997年

定期刊行物
- アリーナ（年一回発行、中部大学発行、風媒社発売）